# Источники Акицу
«Источники Акицу» (яп. 秋津温泉, Акицу онсэн; англ. Akitsu springs) — японский фильм-мелодрама режиссёра Ёсисигэ Ёсиды, известного также как Кидзю Ёсида. Фильм был снят в 1962 году и является экранизацией романа Синдзи Фудзибары «Горячие источники Акицу».

## Сюжет
… Перед самым окончанием войны на горячие источники Акицу приезжает больной туберкулёзом молодой человек. Юная служанка Синко своим самоотверженным уходом спасает его. Рождается любовь, но молодой человек возвращается в Токио один. Проходят годы. Жизнь его не сложилась. Воспоминания гонят его вновь в Акицу. Здесь он встречает сохранившую ему верность Синко. Но она, разочарованная в его человеческой слабости, в его отступничестве, у него на глазах кончает с собой.

## В ролях
- Марико Окада — Синко
- Хироюки Нагато — Сусаку Кавамото
- Сумико Хидака — Отами
- Асао Койкэ — Осаки
- Кодзиро Кусанаги — военнослужащий
- Сигэру Кояма — Цуда
- Акира Нагоя — Симамура
- Масако Накамура — Харуэ
- Цутому Сумамото — военный доктор
- Тоёко Такахаси — гейша
- Тайдзи Тонояма — Рокусукэ
- Эйдзиро Тоно — священник
- Дзюкити Уно — Кэнкити Мацумия
- Со Ямамура — Миками
- Мицуко Ёсикава — жена священника

## История создания фильма
Идеей экранизации романа Синдзи Фудзибары «Горячие источники Акицу» загорелась актриса Марико Окада, несмотря на молодость (ей было 29 лет), к тому времени снявшаяся уже в сотне фильмов и имевшая статус звезды. Она обратилась со своим замыслом постановки в кинокомпанию «Сётику», предложив себя в качестве продюсера и исполнительницы главной роли.
Арт-хаусный режиссёр Ёсисигэ Ёсида, представитель «новой волны Офуна» (движения японского кино, возникшего на рубеже 1950-х — 1960-х годов) на тот момент был в простое, отстранённый руководством студии от задуманного им проекта «Бездомный пёс и проститутка» и на какое-то время он вновь перешёл в ассистенты к маститому студийному постановщику Кэйсукэ Киносита. По словам самого Ёсиды: «Компания предложила мне сделать фильм, полагая, что я откажусь снимать мелодраму. Из чувства противоречия я согласился. Поначалу в сценарии были одни сантименты, пылкая страсть влюблённой пары. Я же считал необходимым показать общество, окружающее влюблённых. Поэтому в фильме нашли отражение политические события тех сумбурных лет».
Двумя годами позже Марико Окада и Ёсисигэ Ёсида зарегистрируются законным браком. Это будет прочный счастливый союз двух творческих людей, длящийся вот уже 50 лет.
«Ёсида вывел в своём фильме два полярных характера, два различных отношения к жизни. В лице героя он показал человека, усмотревшего в поражении Японии начало новой эпохи и потому полного самых радужных надежд на будущее, в том числе и на предстоящие демократические преобразования. Но очень скоро, сломленный трудной послевоенной действительностью, герой забывает свои пылкие мечты, свои смелые планы и превращается в обывателя. Другой характер — это Синко. Она искренне скорбит по случаю поражения своей родины, но черпает силы в вере в идеалы своего возлюбленного. Это нравственно цельный человек. То, что она преданно и верно ждала сломленного жизнью, слабого человека, отняло у неё желание жить. В фильме ясно прозвучал мотив разрушительной для человека действенности утраченного идеала.»

## Награды
Премия журнала «Кинэма Дзюмпо» (1963)
- Премия лучшей актрисе 1962 года — Марико Окада.

Кинопремия «Майнити» (1963)
- Премия лучшей актрисе 1962 года — Марико Окада.